# Kosmos 57
Kosmos 57 ist die Tarnbezeichnung für eine unbemannte Mission des sowjetischen Raumschiffs Woschod, die im Februar 1965 Tests zur Vorbereitung des Fluges von Woschod 2 in der Erdumlaufbahn durchführte. Es war in der Sowjetunion üblich, nur erfolgreichen Missionen einen offiziellen Namen zu geben. Fehlgeschlagene Flüge wurden meistens gar nicht und Testflüge lediglich unter der allgemeinen Tarnbezeichnung Kosmos bekanntgegeben.

## Der Flug
Der Start erfolgte am 22. Februar um 07:12 Uhr UT vom sowjetischen Weltraumbahnhof Baikonur an Bord einer Woschod-Rakete.
Das  modifizierte Raumschiff vom Typ Woschod 3KD bot nur zwei Kosmonauten Platz. Wo bei Woschod 3KV noch ein dritter Kosmonaut sitzen konnte, war nun eine aufblasbare Luftschleuse angebracht, die verpackt einen Durchmesser von 70 cm und eine Länge von 77 cm hatte. Im All konnte sich die Schleuse nach außen entfalten und war dann 2,5 m lang, mit einem Außendurchmesser von 1,2 m und einem Innendurchmesser von 1,0 m. Die Schleuse wog etwa 250 kg.
In der Erdumlaufbahn entfaltete sich die externe Luftschleuse wie geplant, was von der Bodenstation sogar per Fernsehbild beobachtet werden konnte. Irrtümlicherweise sendeten zwei Bodenstationen gleichzeitig Funkbefehle. Der Empfänger im Raumschiff interpretierte dies fehlerhaft als Kommando, die Bremsraketen zu zünden, um die Landung einzuleiten. Da aber das Raumschiff nicht korrekt ausgerichtet war, blieb es offenbar in der Erdumlaufbahn, wurde jedoch in eine schnelle Rotation versetzt. Der Selbstzerstörungsmechanismus löste aus, und Kosmos 57 explodierte nur knapp drei Stunden nach dem Start.
Dennoch wurde der bemannte Start auf nicht einmal einen Monat später angesetzt.